# Тересін (Белхатовський повіт)
Тересін (пол. Teresin) — село в Польщі, у гміні Дружбиці Белхатовського повіту Лодзинського воєводства.
Населення — 59 осіб (2011).
У 1975-1998 роках село належало до Пйотрковського воєводства.

## Демографія
Демографічна структура станом на 31 березня 2011 року:
|          | Загалом | Допрацездатний вік | Працездатний вік | Постпрацездатний вік |
| -------- | ------- | ------------------ | ---------------- | -------------------- |
| Чоловіки | 30      | 9                  | 17               | 4                    |
| Жінки    | 29      | 6                  | 17               | 6                    |
| Разом    | 59      | 15                 | 34               | 10                   |